# 기도하는 인디언들

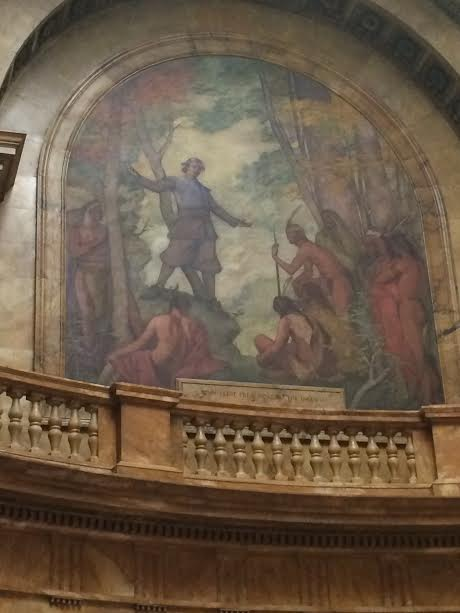
존 엘리엇이 인디언들에게 설교하는 그림

기도하는 인디언들(Praying Indians)은 존 엘리엇에 의해 1651년 내틱, 매사추세츠주를 최초로 만든 인디언들을 개종하기 위한 선교 전략적 지역이름들이다.
1674년에는 14개의 기도하는 마을들 (약 3600명의 인구)이 세워졌다. 약 1100명이 회심하였다. 엘리엇은 모세의 장인인 이드로의 충고에 따라(출애굽기18장) 새로운 정부를 조직하고, 지도자들을 세웠다. 그들은 청교도적 삶과 기독교적 신앙을 갖도록 권장되었다. 15년간의 자치 정부뒤에 최초의 본토 교회가 설립이 되었다. (1660년) 1653년부터 엘리엇은 인디언들의 언어로 성경을 번역하였다. 1661년에 처음으로 매사츄세츠 언어로 신약성경을 번역하였다. 1663년에는 시편과 함께 구약성경이 번역 되어 성경전체의 번역이 완성되었다. 이 성경은 앨곤퀸 성경으로 존엘리엇의 업적중의 하나이다. 이후 기도하는 인디언들은 자체 내 부족끼리의 전쟁과 영국인들과의 전쟁으로 대다수는 사라졌다.
이 마을중 마지막으로 하나 남은 내틱 또한 19세기 들어 한 명의 자손도 남지 않고 사라졌다.